# Primera División de Ascenso
Primera Division de Ascenso è la seconda divisione del campionato guatemalteco di calcio.

## Formula
La divisione prevede la partecipazione di 20 squadre ripartite in un due gruppi (A e B), in base alla loro posizione orientale od occidentale rispetto allo stato del Guatemala. e ciascuno composto ordunque da 10 squadre. Tali squadre si affrontano durante il campionato due volte per un totale di 18 giornate.

## Squadre partecipanti
| Gruppo A                              |                        |                                            |
| Squadra                               | Città                  | Stadio                                     |
| Club Deportivo Nueva Concepción       | Nueva Concepción       | Estadio José Luis Ibarra                   |
| Club Social y Deportivo Suchitepéquez | Mazatenango            | Estadio Carlos Salazar Hijo                |
| Deportivo Marquense                   | San Marcos             | Estadio Marquesa de la Ensenada            |
| Deportivo Reu                         | Retalhuleu             | Estadio Óscar Monterroso Izaguirre         |
| Deportivo San Pedro                   | San Pedro Sacatepéquez | Estadio Municipal de San Pedro             |
| Deportivo Xinabajul                   | Huehuetenango          | Estadio Los Cuchumatanes                   |
| Deportivo Chiantla                    | Chiantla               | Estadio Los Cuchumatanes                   |
| Fútbol Club Chimaltenango             | Chimaltenango          | Estadio Municipal de Chimaltenango         |
| Quiché F.C.                           | Santa Cruz del Quiché  | Estadio Municipal de Santa Cruz del Quiché |
| Sololá Fútbol Club                    | Sololá                 | Estadio Municipal de Solola                |
| Gruppo B                              |                        |                                            |
| Aurora Fútbol Club                    | Città del Guatemala    | Estadio del Ejército                       |
| Club Social y Deportivo Carchá        | San Pedro Carchá       | Estadio Juan Ramón Ponce                   |
| Deportivo Izabal JC                   | Puerto Barrios         | Estadio Roy Fearon                         |
| Deportivo Achuapa                     | El Progreso            | Estadio Manuel Ariza                       |
| Capitalinos F.C.                      | Città del Guatemala    | Estadio Cementos Progreso                  |
| Deportivo Mictlán                     | Asunción Mita          | Estadio La Asunción                        |
| Deportivo Petapa                      | San Miguel Petapa      | Estadio Julio Armando Cobar                |
| Deportivo Sacachispas                 | Chiquimula             | Estadio Las Victorias                      |
| Deportivo Sansare                     | Sansare, El Progreso   | Estadio Municipal de Sansare               |
| Deportivo Catocha                     | Santa Catarina Mita    | Estadio Municipal de Santa Catarina Mita   |